# U-21-Fußball-Afrikameisterschaft 1991
Die U-21-Fußball-Afrikameisterschaft 1991 war die siebente Auflage des vom Afrikanischen Fußballverband (CAF) organisierten Turniers für Junioren-Fußball-Nationalmannschaften (U-21) Afrikas. Das Turnier wurde vom 22. Februar bis 8. März 1991 in Ägypten ausgetragen. Sieger wurde der Gastgeber. Der Turniersieger qualifizierte sich zusammen mit dem unterlegenen Finalisten Elfenbeinküste für die Junioren-Weltmeisterschaft 1991 in Portugal.

## Teilnehmer
Die folgenden Mannschaften qualifizierten sich für die Endrunde:
- Ägypten (Gastgeber)
- Algerien
- Äthiopien
- Elfenbeinküste
- Ghana
- Kamerun
- Sambia
- Tunesien

Titelverteidiger Nigeria hatte nicht gemeldet. Tunesien und Algerien nahmen ihre Qualifikation nicht wahr.

## Modus
Die Mannschaften spielten zunächst eine Vorrunde in zwei Gruppen mit je vier Mannschaften. Die beiden Erstplatzierten jeder Gruppe qualifizierten sich für das Halbfinale. Dort wurde bei Gleichstand eine Verlängerung und ggf. ein Elfmeterschießen ausgetragen.

## Gruppe A
Gruppe A spielte in Alexandria.
| Pl. | Verein         | Sp. | S | U | N | Tore    | Diff. | Punkte |
| --- | -------------- | --- | - | - | - | ------- | ----- | ------ |
| 1.  | Elfenbeinküste | 2   | 0 | 2 | 0 | 002:200 | ±0    | 02:20  |
| 2.  | Ägypten        | 2   | 0 | 2 | 0 | 002:200 | ±0    | 02:20  |
| 3.  | Kamerun        | 2   | 0 | 2 | 0 | 002:200 | ±0    | 02:20  |

Die Platzierungen wurden ausgelost.

## Gruppe B
Gruppe B spielte in Ismailia.
| Pl. | Verein    | Sp. | S | U | N | Tore    | Diff. | Punkte |
| --- | --------- | --- | - | - | - | ------- | ----- | ------ |
| 1.  | Ghana     | 2   | 2 | 0 | 0 | 002:000 | +2    | 04:0   |
| 2.  | Sambia    | 2   | 1 | 0 | 1 | 003:300 | ±0    | 02:20  |
| 3.  | Äthiopien | 2   | 0 | 0 | 2 | 002:400 | −2    | 0:40   |

## Halbfinale
Die Halbfinalspiele fanden in Alexandria und Ismailia statt.
|                |   |         |                      |
| 4. März 1991   |   |         |                      |
| Elfenbeinküste | – | Sambia  | 0:0 n. V., 4:3 i. E. |
| 5. März 1991   |   |         |                      |
| Ghana          | – | Ägypten | 0:1                  |

## Spiel um den dritten Platz
Das Spiel wurde in Kairo ausgetragen.
|              |   |        |     |
| 8. März 1991 |   |        |     |
| Ghana        | – | Sambia | 2:0 |

## Finale
Das Spiel wurde in Kairo ausgetragen.
|              |   |                |     |
| 8. März 1991 |   |                |     |
| Ägypten      | – | Elfenbeinküste | 2:1 |

Ägypten gewann durch Treffer von Tamer Sakr und Mustafa Sadeq bei einem Gegentreffer von Mambo Ossou zum zweiten Mal nach 1981 den Titel.

## Weltmeisterschaft
Ägypten und die Elfenbeinküste qualifizierten sich für die Junioren-Weltmeisterschaft 1991 in Portugal. Dort schied Ägypten als Drittplatzierter seiner Vorrundengruppe hinter Australien und der Sowjetunion aus. Die Elfenbeinküste beendete ihre Vorrundengruppe hinter Brasilien, Mexiko und Schweden als Letzter.